# Ростом Шервашидзе
Ростом Шервашидзе (груз. როსტომ შერვაშიძე; д/н — 1730) — 5-й мтаварі (князь) Абхазії в 1700—1730 роках.

## Життєпис
Походив з роду Шервашидзе. Син мтаварі Зегнака. 1700 року успадкував Абхазія, але мусив розділити її з братами Джикешіа і Квапу, які отримали володіння від Кодору до Галідзги (відоме в подальшому як Абджуа) та від Галідзги до Інгурі (знане як Самурдзакано) відповідно. Змусив визнати свою владу гірські клани Гечба і Марчанія.
З самого початку обрав тактику маневрування між Османською імперією й Мегрельським князівством. Становище мтаварі погіршилося, коли османи захопили Сухум, де звели фортецю, розмістивши загін яничарів. Ростом переніс свою резиденцію до селища Ліхні. Зрештою мусив визнати зверхність османського султана. За наказом Стамбула взимку 1702 року почав здійснювати напади на Мегрелію. Внаслідок цього вступив у протистояння з братом Квапу, союзником мегрельського князя Георгієм IV. 1703 року османський флот на чолі Кеше Халіл-паши (бейлербея Ерзурума) при підтримці Мегрелії і Гурії сплюндрував узбережжя Абхазії, знищивши численних піратів, що нападали на узбережжя Гурійського і Мегрельського князівства.
1711 року Дадіані разом з Георгієм Гуріелі, царем Імеретії завдав поразки Ростому, який мусив визнати зверхність імеретинського царя, сплатити велику данину, відпустити мегрельських бранців та повернути захоплені землі. 1714 року знову вимушений був протистояти османам, що були незадоволені відродження абхазького піратства (за підтримки Ростома).
1723 року знову визнав зверхність Османської імперії. погодившись на відбудові Ескі-Согунської (Сухумської) фортеці з османською залогою. Втім у 1725 і 1728 роках підтримав антиосманські повстання, внаслідок яких було знищено турецьку фортецю в Сухумі. Помер близько 1730 року. Йому спадкував небіж Гамід-бей, син Джикешії.